# Ovophis okinavensis
Ovophis okinavensis là một loài rắn độc sống trên quần đảo Lưu Cầu của Nhật Bản. Hiện không có phân loài nào được công nhận.

## Mô tả
Con trưởng thành dài 30 đến 80 cm (11¾–31½ inches). Cơ thể thường có màu nâu xanh nhạt, màu ôliu vàng, hay nâu nhạt, với những mảng màu nâu sậm ở mặt lưng. Đầu to, hình tam giác, tách biệt rõ với cổ.
Chúng có 21-23 hàng vảy lưng giữa thân; 125–135 vảy bụng; 36–55 cặp vảy đuôi; và 7-9 vảy trên mõm.

## Phân bố
O. okinavensis sống trên quần đảo Lưu Cầu của Nhật Bản, gồm đảo Okinawa và cụm đảo Amami. Nơi lấy mẫu chuẩn là đảo Okinawa.

## Môi trường sống
Chúng sống trong nhiều môi trường, gồm rừng thưa, rừng dày, núi, cánh đồng và những chỗ trồng trọt khác gần nguồn nước (suối, ao, lạch).

## Săn mồi
Chúng săn động vật gặm nhấm và thú có xương sống nhỏ khác, nhất là trong các ruộng mía, và có thể bắt gặp cả ở gần chỗ ở của con người.